# 小行星1952
小行星1952（1952 Hesburgh）是一颗围绕太阳公转的小行星。1951年5月3日，印第安纳大学在摩根县发现了此天体。
該小行星以美國天主教神父西奧多·海斯伯命名。
这颗小行星的绝对星等为338.1340673451598等。